# Franklin-Gordon-Wild-Rivers-Nationalpark
Der Franklin-Gordon-Wild-Rivers-Nationalpark (engl.: Franklin-Gordon Wild Rivers National Park) ist ein Nationalpark auf der zu Australien gehörenden Insel Tasmanien. 
Sein Name beruht auf den beiden Hauptflüssen innerhalb des Parks, dem Franklin River und dem Gordon River. Der Wild-Rivers-Nationalpark ging aus dem früheren Frenchmans-Cap-Nationalpark hervor, der seine Grenzen entlang des Franklin River  hatte. Frenchmans Cap ist von weit her zu sehen, am besten vom Westen und Norden des Parks. Die Auseinandersetzung um den Franklin Dam, der Teil eines groß angelegten Projekts zur Stromversorgung durch Wasserkraft auf Tasmanien werden sollte, trug mit zur Ausweisung des Gebietes in seiner heutigen Größe bei. Das Projekt scheiterte am Widerstand der australischen Umweltbewegung im Jahre 1983.

## Lage
Der Park liegt ca. 117 km westlich von Hobart, zwischen dem zentralen Hochland und der Westküste Tasmaniens, ganz im Herzen des UNESCO-Weltkulturerbes Tasmanische Wildnis. Es gibt nur eine Straße, die durch den Park führt, den Lyell Highway. Dieser windet sich in 56 Kilometer Länge durch den Park und ermöglicht eine einfache Anreise.

## Geschichte
Der Nationalpark enthält zahlreiche Stätten, die auf die frühe Besiedelung durch die Aborigines hinweisen und auch heute noch von großer spiritueller Bedeutung für die Gemeinschaft der Aborigines sind. Die ursprünglichen Bewohner Tasmaniens, die von den Bewohnern des Festlandes lange Zeit isoliert lebten, entwickelten eine von diesen abweichende Kultur; durch den Einsatz von Feuer führten sie tiefgreifende Veränderungen in der Vegetation Gemeinden.
Europäer drangen ab etwa 1822 in das Gebiet ein. Damals wurde die Strafkolonie Macquarie Harbour auf Sarah Island eingerichtet. Sträflinge, die entkommen konnten, versuchten in die Wildnis zu entkommen, kamen dabei wohl aber oft ums Leben. Ab 1850 kamen viele Goldsucher ins Gebiet.

## Landschaftsbild
Das Landschaftsbild ist geprägt von beeindruckenden Berggipfeln, schönen Regenwäldern, tiefen Flusstälern und spektakulären Schluchten.

## Tierwelt
Im Nationalpark kommt u. a. der Goldbauchsittich, eine stark vom Aussterben bedrohte Vogelart vor. Bekannte Säugetiere sind u. a. die Känguruarten Rotnackenwallaby und Filander, außerdem der Beutelmarder und der Tasmanische Teufel vor. Aber auch Ameisenigel, das Schnabeltier, Wombats und Ringbeutler sind hier anzutreffen.